# Filippus (motpåve)
Filippus var motpåve under en enda dag, den 31 juli 768.
Efter påven Paulus I död i juni 767 uppsattes den schismatiske Konstantin II på påvetronen. Detta förargade den lombardiske kungen Desiderius, som beordrade att en ny påve skulle utropas. Kungen ville ha en påve som kunde vara ett villigt politiskt redskap. Prästen Waldipert tågade med en skara anhängare till klostret Santi Vito e Modesto på Esquilinen och utropade munken Filippus till ny påve. Han fördes till Laterankyrkan och installerades, men nyheten spred sig snabbt, och Konstantin deklarerade att han inte skulle sätta sin fot i Rom så länge Filippus residerade i Lateranen. Det hela slutade med att Konstantins medföljare resolut begav sig till Lateranen och avsatte Filippus och förde honom tillbaka till klostret.

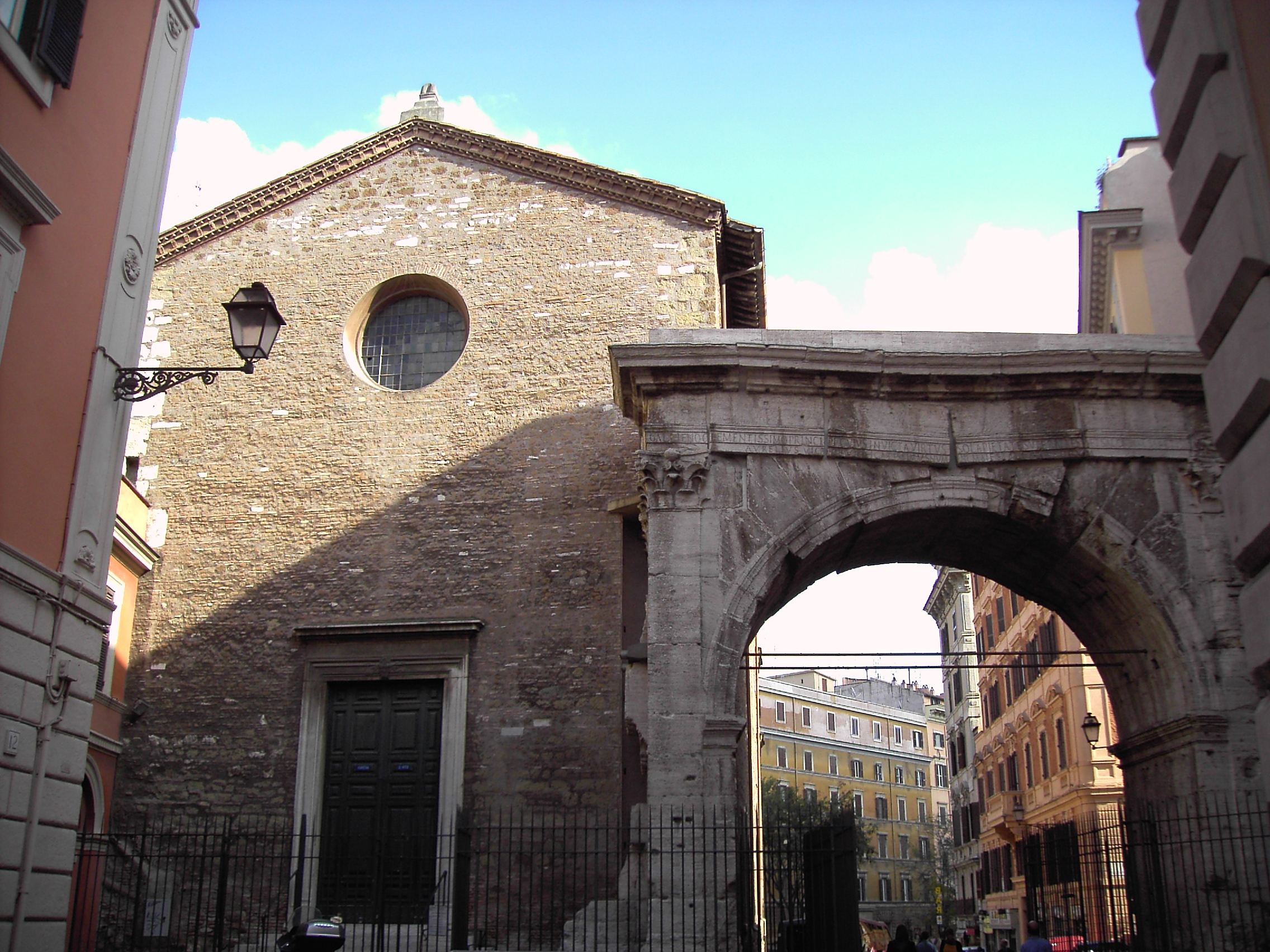
Kyrkan Santi Vito e Modesto med den så kallade Gallienusbågen.

Man vidtog inte några repressalier mot Filippus, eftersom man ansåg att han endast hade varit Waldiperts och lombardernas oskyldiga och viljelösa verktyg. Värre gick det för Konstantin, som den nyvalde påven Stefan III lät avsätta och tortera genom att sticka ut hans ögon.